# Ústřičník proměnlivý
Ústřičník proměnlivý (Haematopus unicolor; maorsky tōrea) je polymorfní druh ptáka z čeledi ústřičníkovití (Haematopodidae), který je endemický Novému Zélandu. Vyskytuje se v černé, „rozmazané“ a strakaté morfě. Má dlouhý, sytě oranžový zobák a červené duhovky. Jedná se o stálý druh, který celý život tráví na písčitých i kamenitých plážích, kde hnízdí i hledá potravu v podobě bezobratlých živočichů. Ústřičník je znám pro své silně teritoriální chování, které je nejvýraznější během hnízdění, kdy ústřičníci za hlasitého křiku útočí na všechny vetřelce na svém teritoriu včetně člověka. V minulosti byli ústřičníci hojně loveni, což způsobilo jejich dramatický úbytek. Od roku 1940 jsou chráněni a jejich počty se pomalu zotavují.

## Systematika
Druh poprvé popsal Johann Reinhold Forster v roce 1844, i když první zmínky o druhu pochází již z roku 1769. Až do poloviny 20. století docházelo k velkému množství dohadů o tom, kolik druhů, poddruhů a forem ústřičníků na Novém Zélandu vlastně je. Zmatek budilo opeření druhu, který se vyskytuje ve třech barevných morfách. Kontroverze budilo i vydělení Haematopus finschi do samostatného druhu. Zdá se totiž, že Haematopus finschi a ústřičník proměnlivý se od sebe oddělili teprve před 15–30 tisíci lety. V domorodé maorštině se druh nazývá tōrea, občas tōrea pango či tōrea tai.

Vybraná dobová zobrazení
Z Iconographia Zoologica (1825–1838)
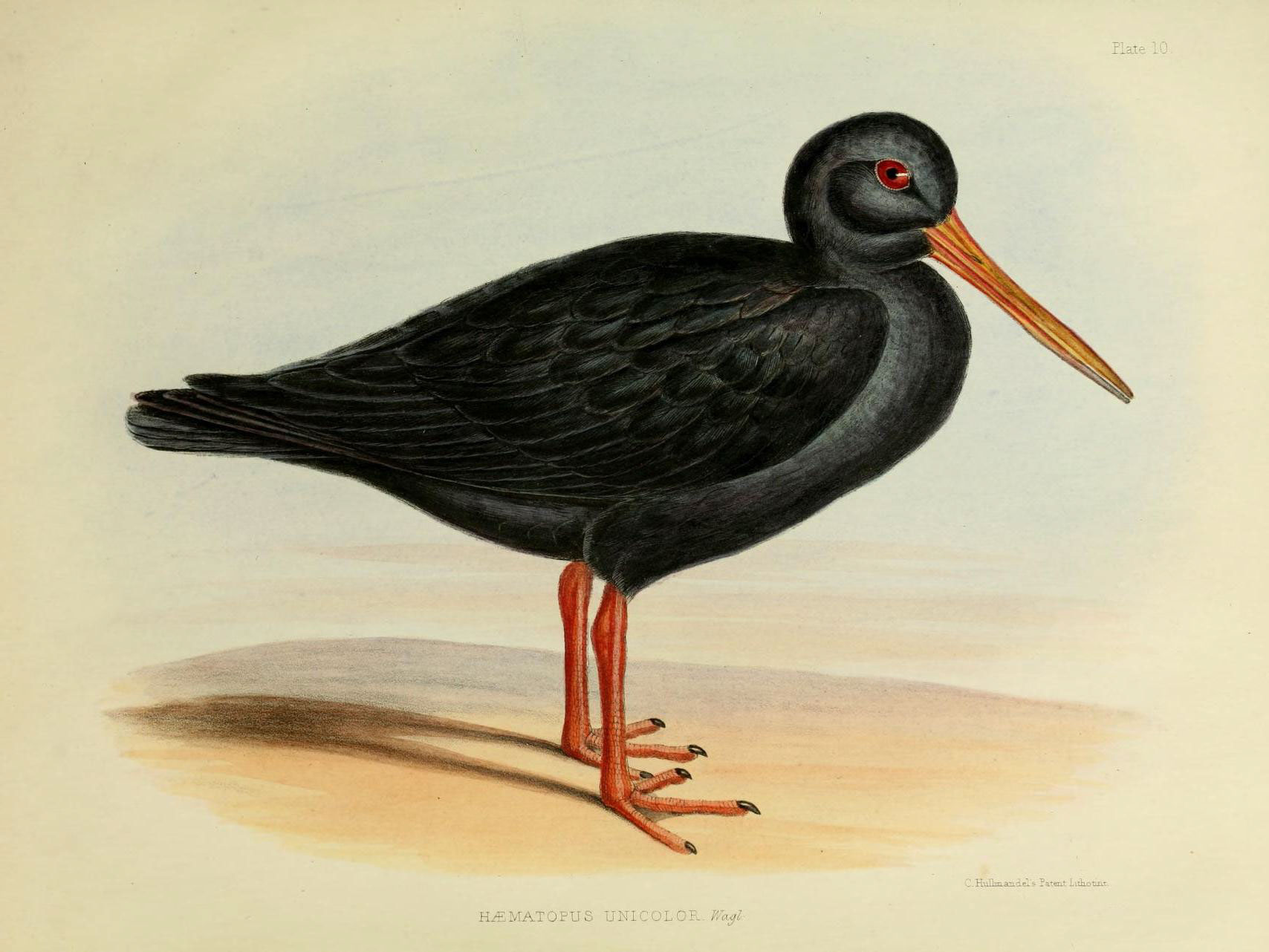
Z publikace The zoology of the voyage of the H.M.S. Erebus & Terror - birds (1844–1875)

## Popis
Ústřičník proměnlivý je poměrně statný pták s délkou těla 47–49 cm a váhou kolem 715 g. Vyskytuje se v několika barevných morfách, konkrétně černé, strakaté a „rozmazané“ (tzn. něco mezi černou a strakatou). Rozmazaná morfa může nabírat různých podob a spíše než o konkrétní jednu formu se jedná o kontinuální linii bíle a černě různě rozmazaného opeření. Různé morfy se mezi sebou volně a náhodně páří.
Ústřičníci černé morfy jsou cele leskle černě opeření. Obnošené peří může světlat do tmavě hnědé. Strakaté morfy mívají hlavu, krku, hruď a většinu svrchních částí těla černé. Při roztažení křídel je patrný bílý podélný pruh přes svrchní stranu kořene loketních letek. Spodina (břicho, spodní krovky ocasní) je bílá, přičemž hraniční linie mezi bílým břichem a černou hrudí může být poměrně jasná, jindy je celkem rozmazaná a přechod je postupný. Ústřičníci rozmazané morfy bývají spíše do černa než do bíla, rozmázlé bílé flekování bývá kolem spodních ocasních krovek a na křídlech.
Zobák je sytě oranžový, u samic delší. Statné nohy jsou růžové. Duhovky jsou červené, oční kroužky oranžové. Mláďata se rodí obalena prachovým peřím šedých barev s různým množstvím černé barvy. Nedospělí jedinci v prvním roce života mají černou špičku zobáku, opeření na hřbetu je výrazně nahnědlé a nohy jsou šedé.
Možná záměna hrozí hlavně u strakaté morfy ústřičníka proměnlivého, která je velmi podobná úzce příbuznému Haematopus finschi, od kterého se dá ústřičník proměnlivý rozlišit rozlišit hlavně větší velikostí těla. Hranice bílých a černých fleků u ústřičníka proměnlivého jsou méně výrazně definované než u Haematopus finschi.

## Rozšíření a stanoviště
Ústřičník proměnlivý je endemický Novému Zélandu, kde obývá pobřežní oblasti všech hlavních ostrovů (Jižní, Severní, Stewartův). Na menších vzdálenějších novozélandských ostrůvcích se nevyskytuje s výjimkou přilehlých ostrovů kolem Stewartova ostrova. Jedná se o stálý druh, i když místní populace se mohou přesouvat zahnízdit do blízkých ústí řek.
Celková populace se k roku 2015 odhadovala na cca 6000 jedinců.

## Biologie

### Hnízdění

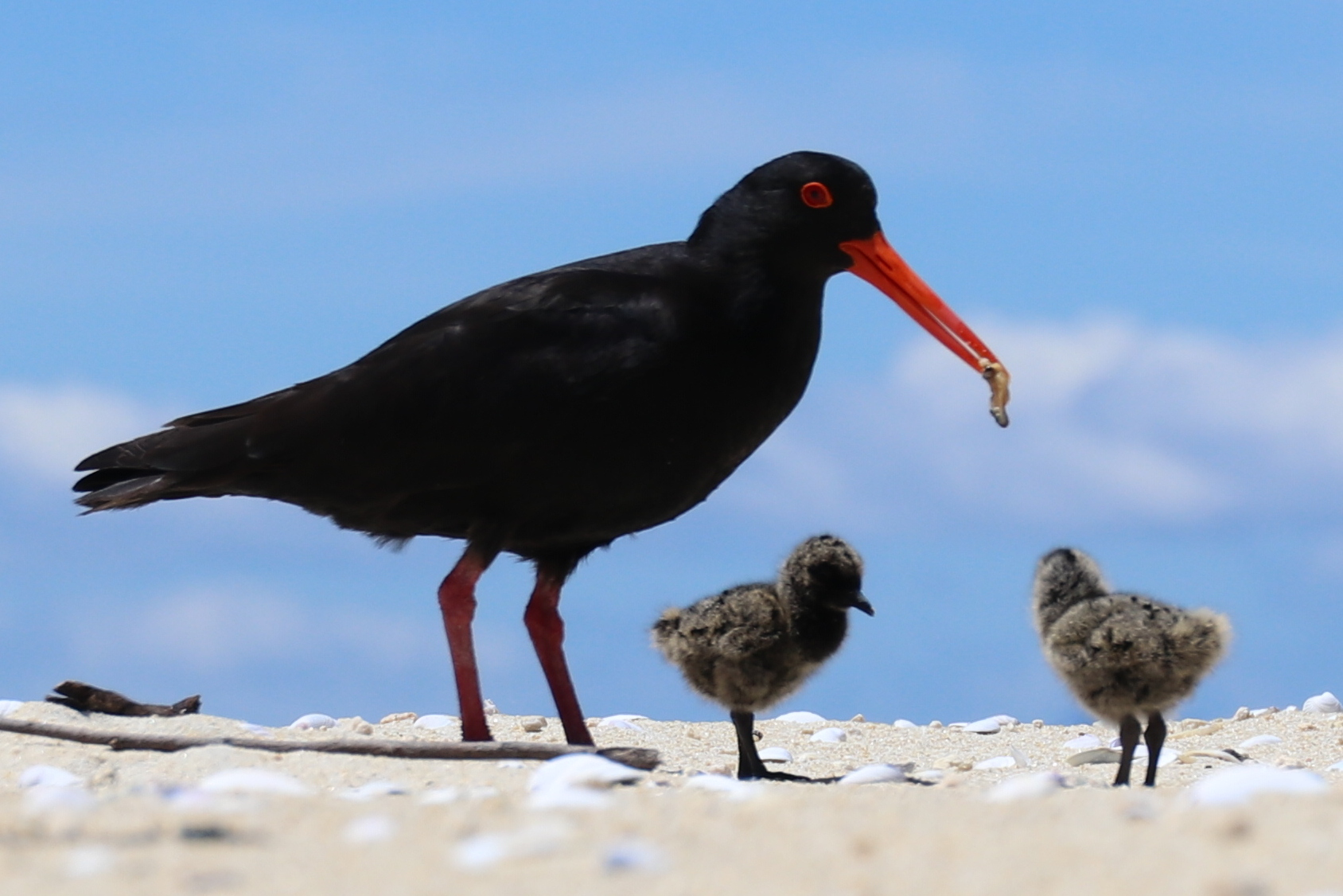
Dospělec (černá forma) při krmení mláďat

Jedná se o monogamní ptáky, rozvody jsou jen vzácné. K formování párů může dojít již v zimních hejnech. Podobně jako u ostatních ústřičníkovitých, námluvy jsou vysoce ritualizované. K nejvýraznějšímu rituálu patří série pohybů, kdy jedinec natáhne dopředu krk, napůl pootevře svůj zobák, který namíří do země, nahrbí tělo, takže se konečky křídel dotékají země, stáhne ocas dolů a začne se výrazně hlasově projevovat. Samec i samice tento rituál často předvádí současně, někdy dokonce v menších skupinách do 6 jedinců.

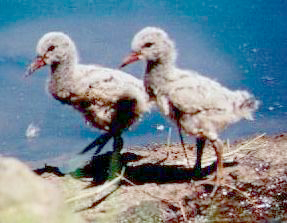
Ptáčata ústřičníků

Po založení páru si ústřičníci začnou zakládat svá teritoria, která agresivně brání po celý rok. Na vetřelce včetně lidí se vrhají vertikálními lety ze vzduchu, přičemž někdy může dojít i ke kontaktu. Hnízdí přímo na písčitých či kamínkatých plážích většinou v těsné blízkosti oceánu, výjimečněji dále od moře do maximální vzdálenosti 30 km. Hnízdo představuje jednoduchý mělký důlek v zemi, do kterého samice klade nejčastěji 2–3 (někdy jen 1 a maximálně 5) vajec nejčastěji v období listopadu a prosince, vzácněji už v září nebo až v únoru. Rozměry vejce činí 59×41 mm a váží 49 g. Vejce jsou maskovacího zabarvení od olivově zelené po šedou s tmavě hnědými skvrnkami. Inkubace trvá kolem 23 dní a oba partneři se v sezení na vejcích střídají, i když samice inkubuje většinu času během dne. Prekociální ptáčata se rodí obalena prachovým peřím. Hned první či druhý den po narození opouští hnízdo, avšak zůstávají na teritoriu rodičů další 2–3 měsíce. Rodiče je krmí prvních 6–7 týdnů, pak si ptáčata začnou shánět potravu sama. Vykrmování ptáčat rodiči je u jiných ústřičníkovitých poměrně nezvyklé. Krmení se typicky odehrává tak, že mláďata se ukrývají ve vegetaci, pod kameny apod., kam jim rodiče přináší jídlo. Toto chování je patrně způsobeno snahou ptáčat zůstat skryta před zraky ptačích predátorů jako jsou racci nebo motáci.
Při nejmenším na severu Canterbury se ústřičníci proměnliví kříží s Haematopus finschi. Jejich mláďata jsou plodná.

### Životní cyklus
U nedospělých jedinců ve věku 2–3 měsíců typicky dochází k disperzi, kdy se mladí ústřičníci připojí k hejnům v blízkosti ústí řek, se kterými přečkají zimu. Tato hejna mohou mít až 150 jedinců. Někteří nedospělí ústřičníci však mohou zůstat na teritoriu rodičů až do konce zimy (srpen). Míra disperze nedospělců se může razantně lišit od několika po stovky kilometrů. I když většina ustálených párů zůstává na svém teritoriu po celý rok, nezadaní jedinci spolu s juvenilními a nehnízdícími ústříčníky přečkávají podzim a zimu v hejnech na plážích. Páří se nejdříve ve 3 letech, i když populace od Aucklandu a z Northlandu se poprvé páří až v 5 letech. Mohou se dožít více než 30 let.

### Potrava

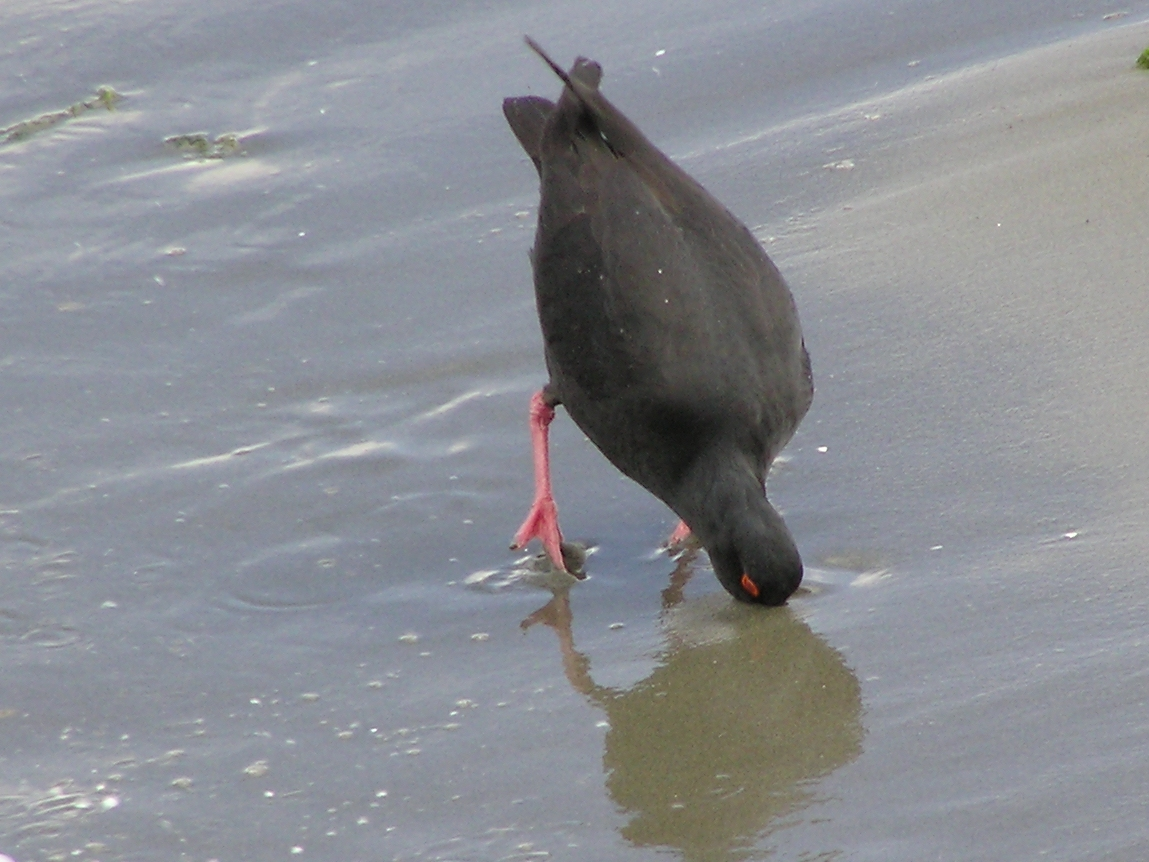
Ústřičník při hledání potravy občas zapíchne do písku celý zobák

Živí se širokou škálou bezobratlých živočichů, zvláště měkkýšů (hlavně mlžů), korýšů (jmenovitě hlavně různonožci, stejnonožci, krabi), červů a žížal. Vzácněji sezobne i menší rybku. Potravu sbírají přímo z povrchu země nebo těsně pod povrchem propichováním zeminy pod sebou. Mlže požívají zaklíněním zobáku mezi lastury nebo napřímo proklováním skrze lasturu k tělu mlže. Při krmení mohou být ústřičníci proměnliví někdy pronásledováni kleptoparazitickými racky novozélandskými.

### Vokalizace
Ústřičníci proměnlivý se velmi hlasitě a často vokálně projevují. Při vyrušení vydávají hlasité hu-íp. Během námluv a jako výraz agrese vydávají křiklavé kirví-kirví-kirví-kirví, které je často zakončeno krátkým klesajícím trylkem. V případě, že rodiče potřebují varovat mláďata, vydávají krátké klikací zvuky čip nebo klik.

## Ohrožení
Hlavní ohrožení druhu v minulosti představoval hlavně lidský lov ústřičníků, který způsobil dramatický pokles populace. Od roku 1940 jsou však ústřičníci na Novém Zélandu chránění a jejich počty se pomalu zotavují. V roce 1970 byl celkový počet ústřičníků odhadován na pouhých cca 2000 jedinců.
Hlavní novodobou hrozbou druhu jsou hlavně savčí (nepůvodní) i ptačí predátoři, zaplavení hnízd v důsledku nezvykle silných přílivových vln a rušení hnízdění následkem lidských rekreačních aktivit. V roce 2009 byla u jednoho volně žijícího ústřičníka proměnlivého zaznamenána přítomnost tasemnice, což byl vůbec první zaznamenaný případ výskytu tasemnice u volně žijícího ptáka.